# Walt Kelly
Walter Crawford Kelly, Jr, känd som Walt Kelly, född 25 augusti 1913 i Philadelphia, Pennsylvania, död 18 oktober 1973 i Woodland Hills, Kalifornien (av diabeteskomplikationer), var en amerikansk serietecknare känd för sin serie Pogo, som handlade om opossumen Pogo och hans vänner, som bor i träsket Okefenokee i den amerikanska delstaten Georgia.

## Priser och utmärkelser
- 1951: National Cartoonists Society, Reuben Award, årets serietecknare[18]
- 1972: National Cartoonists Society, Silver T-Square Extraordinary Service Award [18]